# Mr. Meat
Mr. Meat (укр: Пан Міт, Містер М'ясо) — гра розробників Keplerians у жанрі survival horror та втеча.
Спочатку була розроблена Kalipso Games, коли Keplerians пізніше представили гру.

## Сюжет
Якийсь м'ясник на прізвисько Пан Міт викрадає свою співробітницю Амелію Кларк і ховає її у своїй секретній лабораторії. Протагоніст гри — детектив Ентоні приїжджає до компанії Mr. Meat де знаходить божевільного м'ясника-вбивцю, який прагне крові. Його основні цілі — врятувати Амелію, заарештувати пана міта чи врятувати дочку — Ребекку.

## Персонажі

#### Ентоні
Ентоні Мюллер (англ. Anthony Muller) — головний герой. Ентоні — мисливець за головами, який, імовірно, збирає винагороди та рятує людей, щоб заробити гроші.

#### Ребекка
Ребекка Метені (англ. Rebecca Meteny) — старша дочка Джеффрі й Сьюзен, а також старша сестра Мішель. Ребекка — перша дитина Джеффрі й Сьюзен, а також старша сестра Мішель. Вона жила звичайним життям зі своєю сім’єю, доки Сьюзен не зрадила Джеффрі з Френком, а Джеффрі в гніві перетворив Френка на Свиню 13. Джеффрі вигнав Сьюзен і Мішель зі свого дому та розлучився, але залишив Ребекку під своєю опікою, замкнувши в собі його гараж. У якийсь момент Ребекка впала в колодязь, що вів до казана, повного червоної рідини, яка перетворює будь-кого на свиню, і в кінцевому підсумку проковтнула трохи, таким чином перетворивши себе на напівсвиню. Вона також любить яблука.

#### Доктор Вайт
Доктор Вайт (англ. Dr. White)  — тритагоніст і другорядний персонаж франшизи, який є вченим. Доктор Уайт почав працювати з Джеффрі та його компанією наприкінці 1989 року, і разом з іншими колегами вони перетворювали людей на свиней і були надто налякані, щоб піти. 13 січня 1990 року він почав розмовляти з дочкою Джеффрі, Ребеккою, а 18 лютого 1990 року він сказав Ребеці бути сильною та протистояти своєму батькові, але 19 лютого 1990 року Ребекка дізналася про експерименти свого батька і була перетворена на свиню після падіння в колодязь, а коли Джеффрі замкнув її в клітку, доктор Вайт у страху втік.

#### Пан Міт
Джеффрі Метені {англ. Jeffrey Meteny), відомий під своїм псевдонімом Пан Міт/Містер М'ясо (англ. Mr. Meat) — головний антагоніст франшизи, який є серійним вбивцею і різником

#### Френк Міллер
Свиня 13 (англ. Pig 13), також відомий Френк Міллер (англ. Frank Miller) — персонаж, який він, улюбленець свині містера Міта.

## ікаві факти
|  | Ця стаття є заготовкою. Ви можете допомогти проєкту, доробивши її. Це повідомлення варто замінити точнішим. |